# 瑞典学院
瑞典学院（瑞典語：Svenska Akademien）由瑞典国王古斯塔夫三世于1786年创立，是瑞典皇家学院之一。瑞典学院参照法兰西学术院模式，共设有18名終身院士，有人去世才能補缺（2018年瑞典学院丑闻後修改規定，允許院士自行辭職或被解職），其主要职责为保持瑞典语言纯正。
自1901年以来，瑞典学院每年頒發诺贝尔文学奖，以纪念阿尔弗雷德·诺贝尔。
斯德哥尔摩证券交易所大楼是瑞典学院开展活动和颁发诺贝尔文学奖的场所。

## 性醜聞事件
2017年底起陸續有18名女性通过瑞典报纸《每日新闻》指控院士、瑞典女诗人卡塔琳娜·佛洛斯登松的丈夫，他在1996年至2017年，对学院多名成员的妻女、女性成员实施性骚扰和强奸。消息一出國際震驚，瑞典文学院可能猶豫於事件影響巨大一開始並未積極處理，3名院士随后愤而请辞。佛洛斯登松本人也辭職，事件發酵至隔年四月，该院负责人、常任秘书萨拉·丹尼尔斯也辭職，陸續有人辭職後18名院士只剩11人，同時各種不信任感在院內蔓延，導致2018年诺贝尔文学奖停辦。
事後並發現佛洛斯登松的丈夫還向外透漏文學獎的評選風向、評鑑內幕以牟利於一些私人賭盤，爆發貪腐醜聞，外界輿論相信佛洛斯登松本人未涉入，但夫妻間財務混和，諾貝爾獎公正性已經受到玷汙，諾貝爾基金會在該院長也請辭時發表聲明，瑞典文学院嚴重失信敗壞诺贝尔奖聲譽，要求採取措施重建信任。

## 各類文學獎與獎金
自1901年起，瑞典學院負責一年一度的诺贝尔文学奖得獎者。
瑞典學院包含將近50種不同各式各樣的獎項與獎學金。絕大多數提供給瑞典的作家。最大的獎項為「多布盧格獎」(Dobloug Prize)，獎金約為4萬元美金，頒發給挪威與瑞典的小說。

### 大獎
瑞典語為「Stora Priset」，意思即為「大獎」。此大獎由瑞典國王「古斯塔夫三世」設立，獎項包含一個金牌。該獎項為瑞典學院最重要的獎項。獲獎者包括瑞典女作家塞尔玛·拉格洛夫，她也在1909年獲得諾貝爾文學獎以及後來成為瑞典院士。

### 其他獎項
瑞典學院每年會頒發大約50個獎項，大部分不需要主動申請或是參與競爭。
完整獎項列表 (外部連結，瑞典文)

## 外部連結
- 官方网站 （瑞典語）
- 官方网站 （英語）
- SAOL on the web （页面存档备份，存于） – Free
- SAOB on the web （页面存档备份，存于） – Free